# Lixin (berg)
Lixin är ett berg i Kina. Det ligger i den autonoma regionen Tibet, i den sydvästra delen av landet, omkring 440 kilometer sydväst om regionhuvudstaden Lhasa. Toppen på Lixin är 7 113 meter över havet, eller 934 meter över den omgivande terrängen. Bredden vid basen är 7,8 km.
Trakten runt Lixin är nära nog obefolkad, med mindre än två invånare per kvadratkilometer. Det finns inga samhällen i närheten. Trakten runt Lixin är permanent täckt av is och snö.
Genomsnittlig årsnederbörd är 980 millimeter. Den regnigaste månaden är juli, med i genomsnitt 216 mm nederbörd, och den torraste är november, med 4 mm nederbörd.